# Peter Becker (Radsporttrainer)
Peter Becker (* 3. August 1938) ist ein ehemaliger deutscher Radsporttrainer. Sein bekanntester Schützling war Jan Ullrich.

## Leben
Becker, dessen Vater Spanier war, wuchs zunächst in Berlin-Tiergarten auf, ehe er während des Zweiten Weltkrieges zu seinen Großeltern nach Baitz kam. Später lebte er in Belzig. Von 1953 bis 1955 absolvierte er eine Grundausbildung zum Förster und studierte dann an der Arbeiter- und Bauernfakultät der Pädagogischen Hochschule Potsdam, wo er das Abitur machte.
1956 wurde Becker Mitglied der Radsportabteilung der SG Dynamo Potsdam, nachdem er 1952 mit dem Radrennsport in Kontakt gekommen war, als eine Etappe der Friedensfahrt rund 20 Kilometer von seinem Wohnort entfernt vorbeiführte. Becker nahm ein Studium an der Deutschen Hochschule für Körperkultur (DHfK) in Leipzig auf, welches er 1962 als Diplom-Sportlehrer abschloss. Der Titel seiner Diplomarbeit lautete „Die körperliche Vorbereitung männlicher jugendlicher Radrennsportler auf Straßenrennen unter Berücksichtigung der vielseitigen athletischen Ausbildung.“ Während seines Studiums reifte sein Entschluss, sich dem Trainer- oder Sportlehrerberuf zuzuwenden. Noch als Fahrer unternahm Becker während des Rennens Rund um Riesa im Jahr 1961 eigenen Angaben nach einen Selbstversuch mit dem damals unter den Fahrern beliebten Aufputschpräparat Cefertan, was seinerzeit frei in Apotheken erhältlich war und dessen Einnahme bei Radrennen nicht verboten war. „Sogar am nächsten Tag fühlte ich mich noch elend. Dass so etwas nicht gesund sein kann, war mir sofort klar und seitdem bis auf den heutigen Tag trete ich konsequent gegen jeglichen Medikamentenmissbrauch auf“, schrieb er in seinem 2004 erschienenen Buch Der Trainer. Ein Leben für den Radsport.
Nach dem Studium an der DHfK war Becker als Kreissportlehrer und ab 1964 als Radsporttrainer an der Berliner Kinder- und Jugendsportschule „Werner Seelenbinder“ tätig. Gleichzeitig wurde er Mitglied der Jugendkommission des Deutschen Radsport Verbandes (DRSV). Becker entdeckte Jan Ullrich 1986 bei einem Querfeldein-Radrennen in Potsdam. Ab 1987 betreute Becker an der Kinder- und Jugendsportschule neben anderen Ullrich und André Korff. Nach dem Ende der DDR wechselte Becker 1992 zur RG Hamburg und nahm Ullrich und Korff mit. 1993 wurde Ullrich unter Beckers Leitung Amateurweltmeister auf der Straße. In einem Gespräch mit der Frankfurter Allgemeinen Zeitung sagte Ullrich über Becker, der ihn seit dem 13. Lebensjahr trainierte: „Becker ist mehr als ein Trainer, ein guter Freund und super Berater.“
Becker wiederum gab 2022 an, zutiefst verletzt gewesen zu sein, weil er anders als Rudy Pevenage nicht aufgefordert wurde, Ullrich im Jahr 2000 zu den Olympischen Spielen zu begleiten und weil ihn der Sportler in seiner Dankesrede nach dem Olympiasieg nicht erwähnte. Er arbeitete seit 2002 nicht mehr mit Ullrich zusammen. Zum Thema Doping habe er gegenüber Ullrich immer eine klare Meinung vertreten, sagte Becker 2006 gegenüber der Bild: „Ich hab’ ihm immer eingebleut: So lange wir zusammen sind, ist dieser Quatsch (Doping) kein Thema, sonst gibt’s was hinter die Löffel.“
Beckers Sohn Erik war Radprofi.